# Phrurolinillus
Phrurolinillus és un gènere d'aranyes araneomorfes de la família dels frurolítids (Phrurolithidae). Fou descrit per primera vegada l'any 1995 per J. Wunderlich.
Els exemplars de Phrurolinillus es troben a la Península Ibèrica (Espanya i Portugal).
Fou descrit inicialment dins dels Corinnidae i la seva ubicació dins dels corínids era més clara que no dins dels Liocranidae com van confirmar l'any 2002 Bosselaers i Jocqué. El 2014 foren transferits dels Corinnidae als Phrurolithidae per M.J. Ramírez.

## Taxonomia
Segons el World Spider Catalog amb data de 2 de gener de 2018, dins del gènere Phrurolinillus hi ha 2 espècies reconegudes:
- Phrurolinillus lisboensis Wunderlich, 1995 – Portugal
- Phrurolinillus tibialis (Simon, 1878) – Espanya (espècie tipus)